# Meistriliiga 1992
La Meistriliiga 1992 fu la prima edizione della massima serie del campionato di calcio estone conclusa con la vittoria del FC Norma Tallinn, al suo primo titolo. Successe al vecchio campionato regionale di epoca sovietica, ereditandone l'organico dato che l'Estonia non aveva club rilevanti nei campionati federali.
Il campionato fu organizzato dal paese appena ammesso nella UEFA in una formula semplificata pur di fornire un campione da iscrivere in Europa per sottolineare l'indipendenza nazionale, e al contempo passare ad una calendarizzazione continentale.

## Formula
Alla prima edizione del campionato dopo l'indipendenza dall'Unione Sovietica parteciparono 14 squadre suddivise in due gironi da sette, in modo da ridurre il numero di partite nei pochi mesi a disposizione. Al termine di una prima fase di sei partite di sola andata, otto squadre furono qualificate ai play-off per il titolo mentre le rimanenti sei al girone di play-out al termine del quale le ultime due furono retrocesse e la terzultima spareggiò contro la terza della seconda serie.

## Squadre partecipanti
| Club                | Città        | Stagione precedente                                                   |
| ------------------- | ------------ | --------------------------------------------------------------------- |
| Dünamo Tallinn      | Tallinn      | 4° nella seconda divisione del campionato estone                      |
| EP Jõhvi            | Jõhvi        | 3° nel massimo campionato estone                                      |
| Flora Tallinn       | Tallinn      | 2° nella seconda divisione del campionato estone                      |
| Kalev Sillamäe      | Sillamäe     | 12° nel massimo campionato estone                                     |
| Kalev Tartu         | Tartu        | 1° nella seconda divisione del campionato estone                      |
| Keemik Kohtla-Järve | Kohtla-Järve | 7° nel massimo campionato estone                                      |
| Maardu              | Maardu       | 4° nel massimo campionato estone col nome di Eesti Fosforiit Tallinn  |
| Merkuur Tartu       | Tallinn      | 3° nella seconda divisione del campionato estone                      |
| Norma Tallinn       | Tallinn      | 2° nel massimo campionato estone                                      |
| Trans Narva         | Narva        | 8° nel massimo campionato estone col nome di Autobaas Narva           |
| Tulevik Viljandi    | Viljandi     | 9° nel massimo campionato estone col nome di VFK Viljandi             |
| TVMK Tallinn        | Tallinn      | Campione della RSS estone                                             |
| Vaprus Pärnu        | Pärnu        | 6° nel massimo campionato estone col nome di Kalakombinaat/MEK Pärnu. |
| Vigri Tallinn       | Tallinn      | 5° nel massimo campionato estone col nome di Vigri/Marat Tallinn.     |

## Primo turno

### Gruppo ovest
| Pos. | Squadra          | Pt | G | V | N | P | GF | GS | DR  |
| ---- | ---------------- | -- | - | - | - | - | -- | -- | --- |
| 1    | Norma Tallinn    | 12 | 6 | 6 | 0 | 0 | 29 | 3  | +26 |
| 2    | TVMK Tallinn     | 9  | 6 | 4 | 1 | 1 | 21 | 6  | +15 |
| 3    | Vigri Tallinn    | 8  | 6 | 4 | 0 | 2 | 16 | 14 | +2  |
| 4    | Vaprus Pärnu     | 6  | 6 | 2 | 2 | 2 | 10 | 12 | -2  |
| 5    | Dünamo Tallinn   | 5  | 6 | 2 | 1 | 3 | 7  | 12 | -5  |
| 6    | Tulevik Viljandi | 1  | 6 | 0 | 1 | 5 | 6  | 23 | -17 |
| 7    | Merkuur Tartu    | 1  | 6 | 0 | 1 | 5 | 5  | 24 | -19 |

- Ammessi al girone per il titolo: Norma Tallinn, TVMK Tallinn, KSK Vigri Tallinn e FC Pärnu Vaprus
- Ammessi al girone retrocessione: Dünamo Tallinn, Viljandi Tulevik e Merkuur Tartu

### Gruppo est
| Pos. | Squadra             | Pt | G | V | N | P | GF | GS | DR  |
| ---- | ------------------- | -- | - | - | - | - | -- | -- | --- |
| 1    | Flora Tallinn       | 11 | 6 | 5 | 1 | 0 | 36 | 4  | +32 |
| 2    | EP Jõhvi            | 9  | 6 | 3 | 3 | 0 | 18 | 8  | +10 |
| 3    | Kalev Tartu         | 8  | 6 | 3 | 2 | 1 | 22 | 14 | +8  |
| 4    | Trans Narva         | 8  | 6 | 3 | 2 | 1 | 14 | 9  | +5  |
| 5    | Kalev Sillamäe      | 3  | 6 | 1 | 1 | 4 | 4  | 10 | -6  |
| 6    | Keemik Kohtla-Järve | 3  | 6 | 1 | 1 | 4 | 5  | 13 | -8  |
| 7    | Maardu              | 0  | 6 | 0 | 0 | 6 | 3  | 44 | -41 |

- Ammessi al girone per il titolo: Flora Tallinn, EP Jõhvi, Kalev Tartu e Trans Narva
- Ammessi al girone retrocessione: Kalev Sillamäe, Keemik Kohtla-Järve e FK Maardu

## Secondo turno

### Girone per il titolo
|                    | Pos. | Squadra       | Pt | G | V | N | P | GF | GS | DR  |
| ------------------ | ---- | ------------- | -- | - | - | - | - | -- | -- | --- |
| Estonia (bandiera) | 1    | Norma Tallinn | 12 | 7 | 5 | 2 | 0 | 22 | 4  | +18 |
|                    | 2    | EP Jõhvi      | 10 | 7 | 3 | 4 | 0 | 23 | 14 | +9  |
|                    | 3    | TVMK Tallinn  | 8  | 7 | 3 | 2 | 2 | 23 | 13 | +10 |
|                    | 4    | Flora Tallinn | 8  | 7 | 3 | 2 | 2 | 17 | 9  | +8  |
|                    | 5    | Vigri Tallinn | 6  | 7 | 3 | 0 | 4 | 9  | 16 | -7  |
|                    | 6    | Kalev Tartu   | 5  | 7 | 1 | 3 | 3 | 11 | 18 | -7  |
|                    | 7    | Trans Narva   | 5  | 7 | 1 | 2 | 4 | 9  | 28 | -19 |
|                    | 8    | Vaprus Pärnu  | 3  | 7 | 1 | 1 | 5 | 10 | 22 | -12 |

### Girone retrocessione
|  | Pos. | Squadra             | Pt | G | V | N | P | GF | GS | DR  |
|  | ---- | ------------------- | -- | - | - | - | - | -- | -- | --- |
|  | 9    | Dünamo Tallinn      | 8  | 5 | 4 | 0 | 1 | 14 | 5  | +9  |
|  | 10   | Keemik Kohtla-Järve | 8  | 5 | 3 | 2 | 0 | 10 | 4  | +6  |
|  | 11   | Kalev Sillamäe      | 6  | 5 | 2 | 2 | 1 | 8  | 8  | +0  |
|  | 12   | Merkuur Tartu       | 4  | 5 | 1 | 2 | 2 | 8  | 7  | +1  |
|  | 13   | Tulevik Viljandi    | 4  | 5 | 1 | 2 | 2 | 11 | 11 | +0  |
|  | 14   | Maardu              | 0  | 5 | 5 | 0 | 0 | 4  | 20 | -16 |

### Verdetti
- Norma Tallinn: campione d'Estonia e ammesso al turno preliminare di UEFA Champions League 1992-1993
- Merkuur Tartu ammesso allo Spareggio promozione-retrocessione.
- Tulevik Viljandi[3] e FK Maardu retrocesse in Esiliiga.

## Spareggio promozione-retrocessione
|               | Risultati |               | Luogo e data |  |
| ------------- | --------- | ------------- | ------------ |  |
| Kreenholm     | 3 - 3     | Merkuur Tartu | ?            |  |
| Merkuur Tartu | 1 - 1     | Kreenholm     | ?            |  |
|               |           |               |              |  |

Merkur Tartu salvo grazie alla Regola dei gol fuori casa.

## Vincitori
| Vincitori della Meistriliiga 1992 |
| --------------------------------- |
| Estonia (bandiera)                |
| FC Norma Tallinn Primo titolo     |

## Classifica marcatori
| Pos | Nome              | Club             | Gol |
| --- | ----------------- | ---------------- | --- |
| 1   | Sergei Bragin     | FC Norma Tallinn | 18  |
| 2   | Sergei Afanasyev  | EP Jõhvi         | 13  |
| 3   | Valeri Mozuhhin   | TVMK Tallinn     | 12  |
| 4   | Urmas Kirs        | Flora Tallinn    | 11  |
| –   | Oleg Guzik        | TVMK Tallinn     | 11  |
| 6   | Martin Reim       | Flora Tallinn    | 7   |
| –   | Indro Olumets     | Flora Tallinn    | 7   |
| –   | Aleksandr Zhurkin | FC Norma Tallinn | 7   |